# Franz Staud
Franz Staud (* 23. November 1905 in Mühlen bei Steinach am Brenner; † 5. Mai 1959 in Innsbruck) war ein österreichischer Bildhauer.

## Leben
Franz Staud erhielt seine erste künstlerische Ausbildung bei Hans Pontiller und Ferdinand Stabinger an der Gewerbeschule in Innsbruck und studierte anschließend von 1933 bis 1938 an der Akademie der bildenden Künste Wien. Während des Zweiten Weltkriegs betreute er die ins Schloss Ambras und ins Stift Stams ausgelagerten Bestände des Tiroler Landesmuseums Ferdinandeum. Nach dem Wiederaufbau des Museums war er bis 1956 als dessen Hausverwalter tätig und für die Wiederaufstellung der Sammlungen und die Gestaltung mehrerer großer Ausstellungen verantwortlich. Im Keller eines Nebengebäudes des Ferdinandeums hatte er auch sein Atelier. Ab 1956 war er als freischaffender Bildhauer tätig. Er schuf Plastiken vorwiegend in Holz und Terrakotta.
Sein Bruder Josef Staud war ebenfalls Bildhauer.

## Auszeichnungen
- Österreichischer Staatspreis für Plastik, 1951[6]
- Preis der Landeshauptstadt Innsbruck für künstlerisches Schaffen, Bildhauerei, 1953[9]
- Berufstitel Professor[1]

## Werke

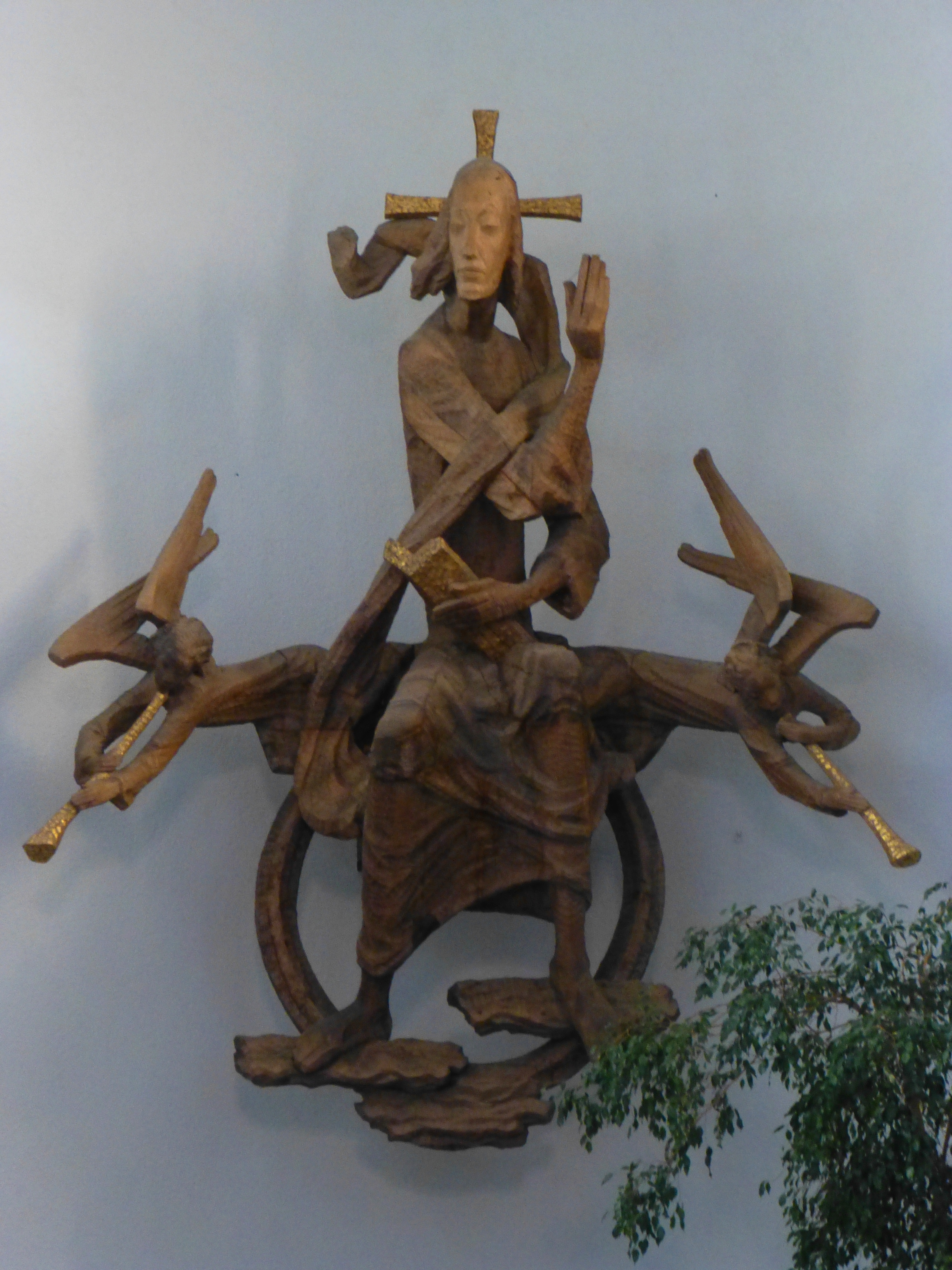
Christusfigur in der Pfarrkirche St. Peter und Paul in Lustenau

- Christkönigsfigur, Altarwand der Neuen Pfarrkirche Hötting, 1948 (1989 entfernt, jetzt in der Hauskapelle des Priesterseminars)[10]
- Altarretabel, Kapuzinerkirche Innsbruck, 1949
- Kruzifix, Rochuskapelle (Kriegergedächtniskapelle), Reutte, um 1954[11]
- Hans-im-Glück-Brunnen, Innsbruck, 1956[2]
- Holzfiguren am Hochaltar (Maria Immaculata im Strahlenkranz) und an den Seitenaltären, Neue Pfarrkirche Wattens, um 1958[12][13]
- Christusfigur, Pfarrkirche St. Peter und Paul, Lustenau, 1959 (nach seinem Tod von Josef Staud vollendet)[14]
- Fassadenfresko Maria mit Kind, Tuxerhof, Trins[15]
- Krippe der Annakirche, Wien[16]